# Yville-sur-Seine
Yville-sur-Seine ist eine französische Gemeinde mit 424 Einwohnern (Stand: 1. Januar 2022) im Département Seine-Maritime in der Region Normandie. Die Gemeinde gehört zum Arrondissement Rouen und zum Kanton Barentin (bis 2015: Kanton Duclair). Die Einwohner werden Yvillais genannt.

## Geographie
Yville-sur-Seine liegt etwa 15 Kilometer westsüdwestlich von Rouen an der Seine. Yville-sur-Seine ist Teil des Regionalen Naturparks Boucles de la Seine Normande. Umgeben wird Yville-sur-Seine von den Nachbargemeinden Anneville-Ambourville im Norden, Bardouville im Nordosten, Mauny im Osten und Südosten, Barneville-sur-Seine im Süden und Südwesten sowie Le Mesnil-sous-Jumièges im Westen.

## Einwohnerentwicklung
| Jahr                      | 1962 | 1968 | 1975 | 1982 | 1990 | 1999 | 2006 | 2013 |
| Einwohner                 | 297  | 280  | 240  | 388  | 414  | 433  | 431  | 484  |
| Quelle: Cassini und INSEE |      |      |      |      |      |      |      |      |

## Sehenswürdigkeiten
- Kirche Saint-Léger-et-Saint-Louis aus dem 12. Jahrhundert
- Schloss Yville aus dem 18. Jahrhundert
- Herrenhaus aus dem 15. Jahrhundert

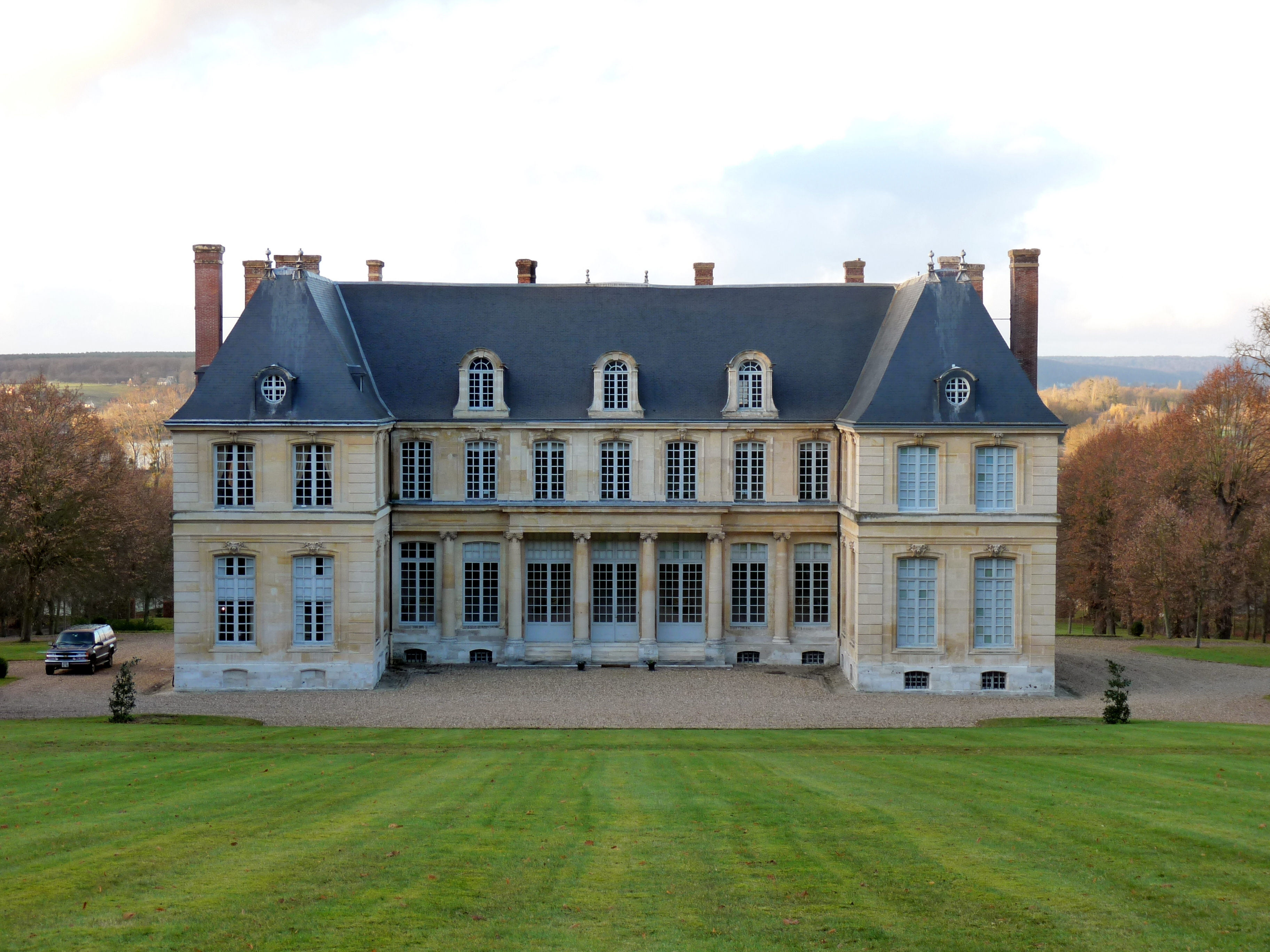
Schloss Yville